# Anteros aerosus
Anteros aerosus is een vlindersoort uit de familie van de prachtvlinders (Riodinidae), onderfamilie Riodininae.
Anteros aerosus werd in 1924 beschreven door Stichel.